# Kamień nazębny

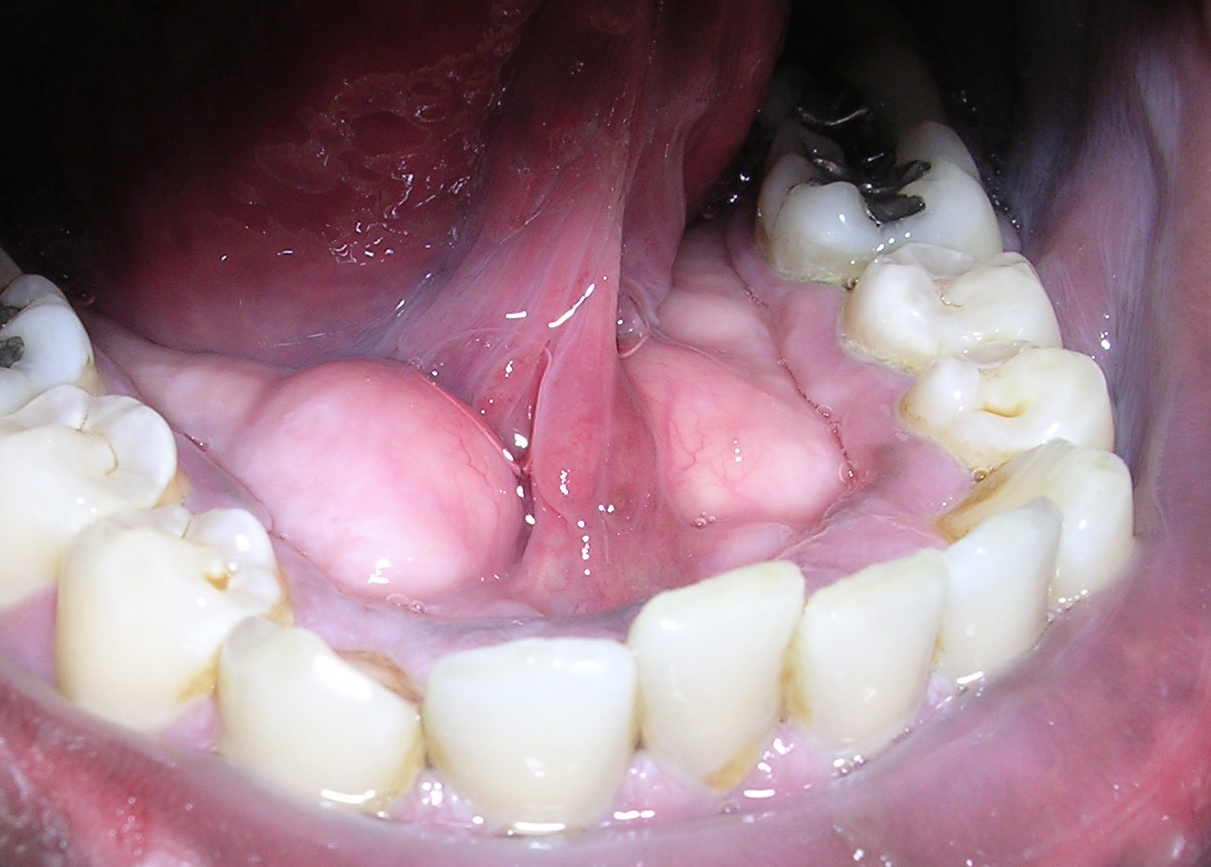
Zdjęcie zębów dolnej szczęki człowieka: niedokładne usuwanie płytki nazębnej doprowadziło do powstania kamienia nazębnego przy podstawie niemal wszystkich zębów (ciemne przebarwienia)

Kamień nazębny (łac. calculus dentalis) – zmineralizowana (zwapniała) płytka nazębna. Powstawanie kamienia nazębnego z płytki nazębnej rozpoczyna się po kilkudziesięciu godzinach od ostatniego czyszczenia zębów.
Kamień nazębny składa się głównie z substancji zawartych w ślinie, bakterii próchnicotwórczych i ich produktów przemiany materii, złuszczonych komórek nabłonka, związków wapnia, fosforu i resztek pożywienia.

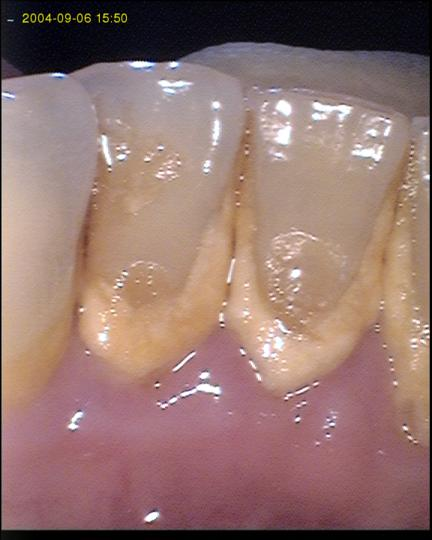
Kamień nazębny na językowych powierzchniach zębów dolnych

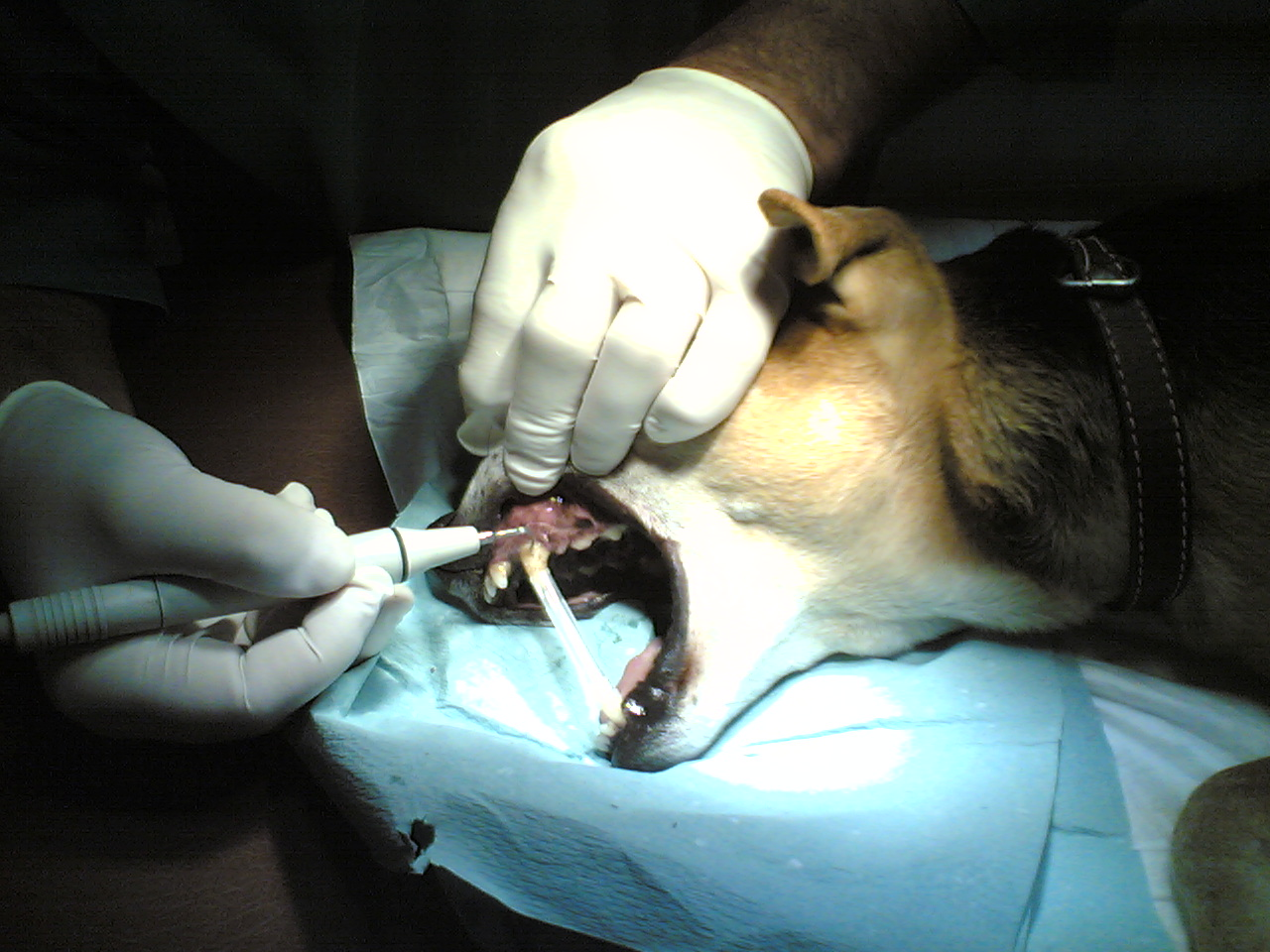
Zabieg usunięcia kamienia nazębnego u psa wykonywany metodą ultradźwiękową w znieczuleniu ogólnym

Kamień nazębny jest dużo twardszy niż płytka nazębna. Dlatego też nie może być usunięty przy użyciu typowych narzędzi higieny jamy ustnej jak szczoteczka do zębów czy też nić dentystyczna. Usunięcie kamienia nazębnego może zostać wykonane poprzez piaskowanie lub za pomocą piezoelektrycznych i magnetostrykcyjnych metod ultradźwiękowych.
W zależności od innych substancji dostających się do jamy ustnej, kamień nazębny może przybierać różne odcienie. Zazwyczaj posiada on barwę znacznie ciemniejszą od koloru zębów, która pogłębia się jeszcze przy spożywaniu np. kawy i herbaty lub też wdychaniu dymu papierosowego.
Zarówno płytka nazębna jak i kamień nazębny występują również u zwierząt: psów, koni, itd.